# 石油時代
石油時代（英語：、英語：或英語：）代表在人類歷史中人類使用石油生產或作為燃料，並對石油需求大增的一個時期。雖然自古以來，未精製的石油已用於各種用途，但在19世紀開始才有精細的石油開採技術和汽油發動機，因此石油時代被公認為始於19世紀。

## 定義
雖然幾千年以來，原油已被人類用於各種用途，但先進的鑽井技術、使用內燃機為產品加工和使用汽油發動機等都是始於1800年代，因此人們廣泛承認石油時代始於19世紀初。另外，石油時代亦被劃分為兩個時期：早期和後期。石油時代早期始於1800年代，終於1900年代，貫穿整個19世紀。在石油時代早期中，世界對石油的耗用和對內燃機的使用迅速增加。石油時代後期則始於1900年代，並持續到現在。在石油時代後期中，石油成為世界主要能源，石油開採技術高速發展，而各國也大量開採石油以應付極高的需求。

## 歷史

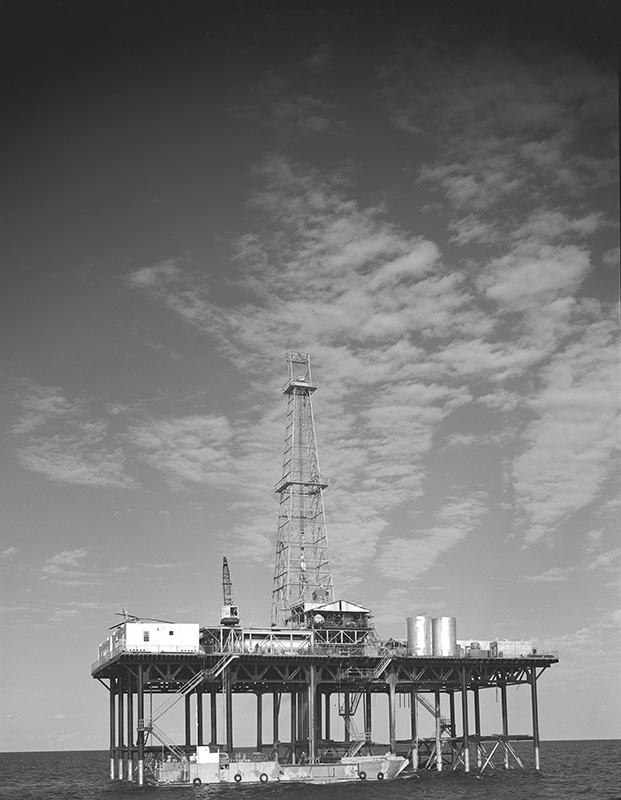
标准石油在海上的石油鑽井平台

### 石油時代早期
自從工業革命發生後，化石燃料便一直被用作一個能源。煤炭開始被廣泛使用，並繼續保持著人類主要能源的地位，直到20世紀。然而，兩個事件徹底改變了石油時代的發展。第一件事是亞伯拉罕·皮諾·格斯納於1846年發明了煤油，將煤和石油變成照明燃料。煤油這一發明提高了石油的可用性，並因此增加其需求。而第二事則是埃德溫·德雷克於1859年發明了用於現代深水油井的鑽井技術，並導致石油開採業開始蓬勃發展。约翰·戴维森·洛克菲勒於1870年創立壟斷世界石油產業的标准石油公司。洛克菲勒亦於1870年至1897年期間擔任主席一位。可惜的是，標準石油於1911年被美國最高法院勒令拆解。卡尔·本茨亦於1885年他設計和製造了世界上第一輛能實際應用的內燃機發動的汽車，致使石油需求大增。

### 石油時代後期
石油時代後期則通常被認為始於1901年。當時，石油公司在斯平德尔托普發現大量石油。自此，石油便被大量開挖，並令到大規模消耗石油變得可能。
電力的出現亦使得石油的使用量大增，而始於1945年，即第二次世界大戰結束那一年開始的經濟擴張亦促使世界對石油相關產品的需求大增，並導致石油需求大增。人口爆炸亦增加了對石油的需求。至今，石油需求仍然在上升。

## 結束

M·金·哈伯特推導的石油產量走線圖

自從20世紀60年代和20世紀70年代以來，隨著許多工業化國家的石油產量達到頂峰，不少學者便認為全球產量將會達到頂峰。於1956年，地球物理學家M·金·哈伯特推導美國的石油產量將會在1965年至1970年期間達到頂峰。而實際上美國的石油產量是在1971年。哈伯特亦根據1956年的石油產量數據推導出世界石油產量將會在21世紀初達到頂峰。於1989年，科林·坎貝爾預計世界石油產量將會在2007年達到頂峰 ，但石油產量在2012年仍然創了新高。
儘管石油產量將會在2010年代達到頂峰，但石油時代仍然不會因此而馬上完結。哈伯特估計石油產量將會在2050年減半，而這才可能結束石油時代。石油輸出國組織亦於2004年預計2025年的石油需求將會增加近一倍。這顯示石油將會變得供不應求，並可能結束石油時代。
除了石油產量和需求會導致石油時代結束，其他燃料亦可能取代石油的主要燃料地位，並因此結束石油時代。隨著三位一體核試於1945年成功和核能的發展，許多學者在20世紀中葉均認為石油時代即將結束，並會被核子時代取代。但是，核能至今仍然很難取代石油的地位。